# Orchard Dump Cemetery
Le Orchard Dump Cemetery est un cimetière de la Première Guerre mondiale situé à Arleux-en-Gohelle dans le département français du Pas-de-Calais.

## Victimes
| Pays           | Victimes |
| -------------- | -------- |
| Royaume-Uni    | 2 696    |
| Canada         | 326      |
| Afrique du Sud | 1        |
| Total          | 3 023    |

## Pour approfondir